# بنيامين فان لير
بنيامين فان لير (بالهولندية: Benjamin van Leer) (مواليد 9 أبريل 1992) هو لاعب كرة قدم هولندي يجيد اللعب في مركز حراسة المرمى ، ويلعب حاليًا لنادي رودا ياي سي الهولندي.

## روابط خارجية
- بنيامين فان لير على موقع قاعدة بيانات كرة القدم.إي يو (الإنجليزية)
- بنيامين فان لير على موقع Soccerway.com (الإنجليزية)

- Benjamin van Leer